# Милош Милошевић Шика
Милош Милошевић Шика (Трстеник, 22. фебруар 1959) српски је песник, драмски писац, сатиричар, писац за децу и публициста.

## Биографија
Заједно са Верољубом Вукашиновићем приредио Антологију песника Књижевног клуба „Моравски токови” из Трстеника, (1959—2009) и „Песничка розета” (2009).
Заступљен у више антологија, зборника и часописима поезије, хумора и сатире.
Писац је сценарија ТВ серије за децу „Приче са тавана”, као и кабареа за децу „Кабаре из магареће клупе”.
Аутор је више сатиричних кабареа и писац сонгова за неколико позоришних представа и ТВ програма за децу.
Милошевић је добитник више књижевних награда за поезију и драмске текстове, као и Годишње награде за драмско стваралаштво Општине Трстеник, за 2005. годину.
Његова представа „Како су се волеле две жабе” гостовала је на неколико фестивала: Которски фестивал за дјецу — 2005, Фестивал комедије у Новом Бечеју 2005 — награда за најбољу музику и сонгове, ФЕДРАРО 2006, на коме је освојила 5 награда, укључујући и награду за оригинални текст.
Дела су му превођена на неколико језика.

## Дела
- Дует епиграми — епиграми (1994)
- Перје и иверје — епиграми (1995)
- Чаролије из мале авлије — песме за децу (1996 )
- Откачена бајка — позоришна игра за децу и њихона позоришта (1998)[2]
- Смрт челичног анђела (три издања) — песме (1999 )
- Епиграми из магареће клупе — епиграми за децу (2001)
- Зановеталице — песме за дечурдију (2003)
- Како су се волеле две жабе — позоришна игра за децу, коју могу да гледају и одрасли, ако им деца дозволе, (2005)[2]
- Пубертетске песме (2007)
- Ки — лексикон народних поређења трстеничког краја (2010)
- Сан и „јава” једног Милана — роман за децу и младе (2010).
- У исчекивању Светог Архангела душевадника, драма
- Апис или убиство душе, драма
- Како су се волеле две жабе
- Првоаприлска бајка
- Потрага за срећом
- Пепељуга Добрила и принц Милутин
- Ивице и Марица и летеће прасе
- Угашени змај
- Како је принцеза Мутимирка заволела свињара Лепомира
- Пипи дуга чарапа и кловн Пацко
- Новогодишња љубавна бајка
- Мала љубавна бајка
- Добри гусари
- Лепотица и звер
- Циганска бајка
- Прасећа рокерско-еколошка бајка
- Покорно јављам - небески рапорти[3]